# Hostivít
Hostivít (820 circa – 870 circa) è stato un principe ceco, l'ultimo dei sette mitologici principi boemi, il primo dei quali fu il fondatore della dinastia dei Přemyslidi, il duca Přemysl il contadino, prima dell'avvento del primo principe storicamente esistito, Bořivoj I di Boemia.
I nomi dei principi furono citati per la prima volta da Cosma Praghese nella sua opera e da qui in tutti i libri sulla storia boema, compresa il Geschichte von Böhmen, monumentale opera del XIX secolo di František Palacký. Secondo la tradizione fu padre di Borivoj I. Sec alla nascita di Santa Ludmilla martire Hostivít (o Svatopluk I di Moravia) e suo padre Slavibor stabilirono che ella e Borivoj si sarebbero sposati; si potrebbe trovare un riferimento in questo nella processione nuziale di una donna non nominata di cui si parla negli Annali di Fulda per l'anno 871. Secondo la Cronaca di Dalimil, Hostivít ebbe un fratello di nome Děpolt che ereditò Kouřim.

## Origine del nome
Hostivít deriva dalla unione della parola slava hosti che vuole dire "ospite" e vítat cioè "dare il benvenuto".
Secondo Záviš Kalandra i nomi dei sette principi mitolgoci corrispondevano ai nomi degli antichi giorni slavi della settimana, Hostivit era il settimo, corrispondente al Sabato quando gli ospiti erano i benvenuti.
Un'altra teoria afferma che i nomi sono sbagliati da una sbagliata traduzione di un vecchio testo slavo interrotto.